# Sant Cristòfol d’Anyós

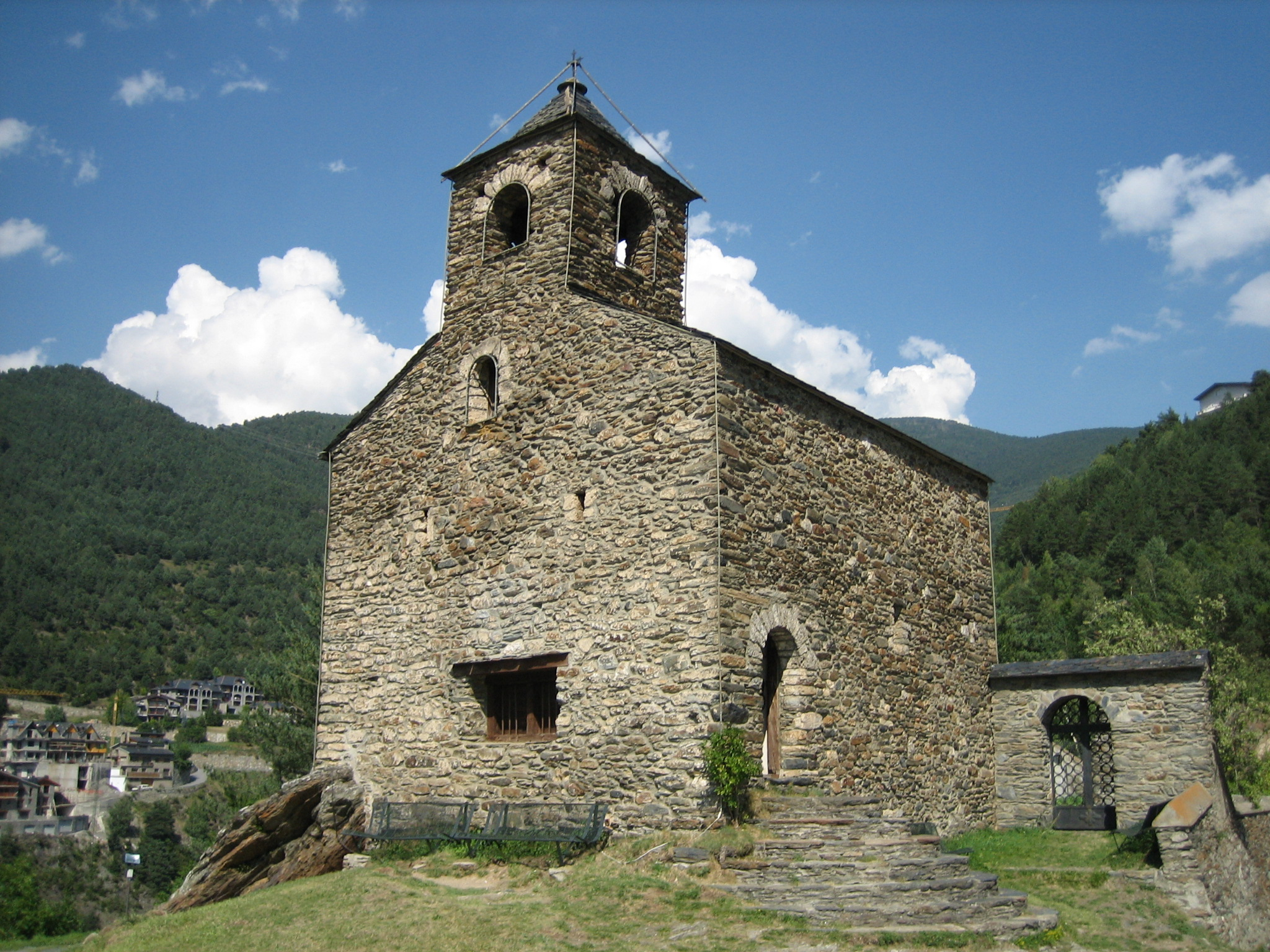
Außenansicht

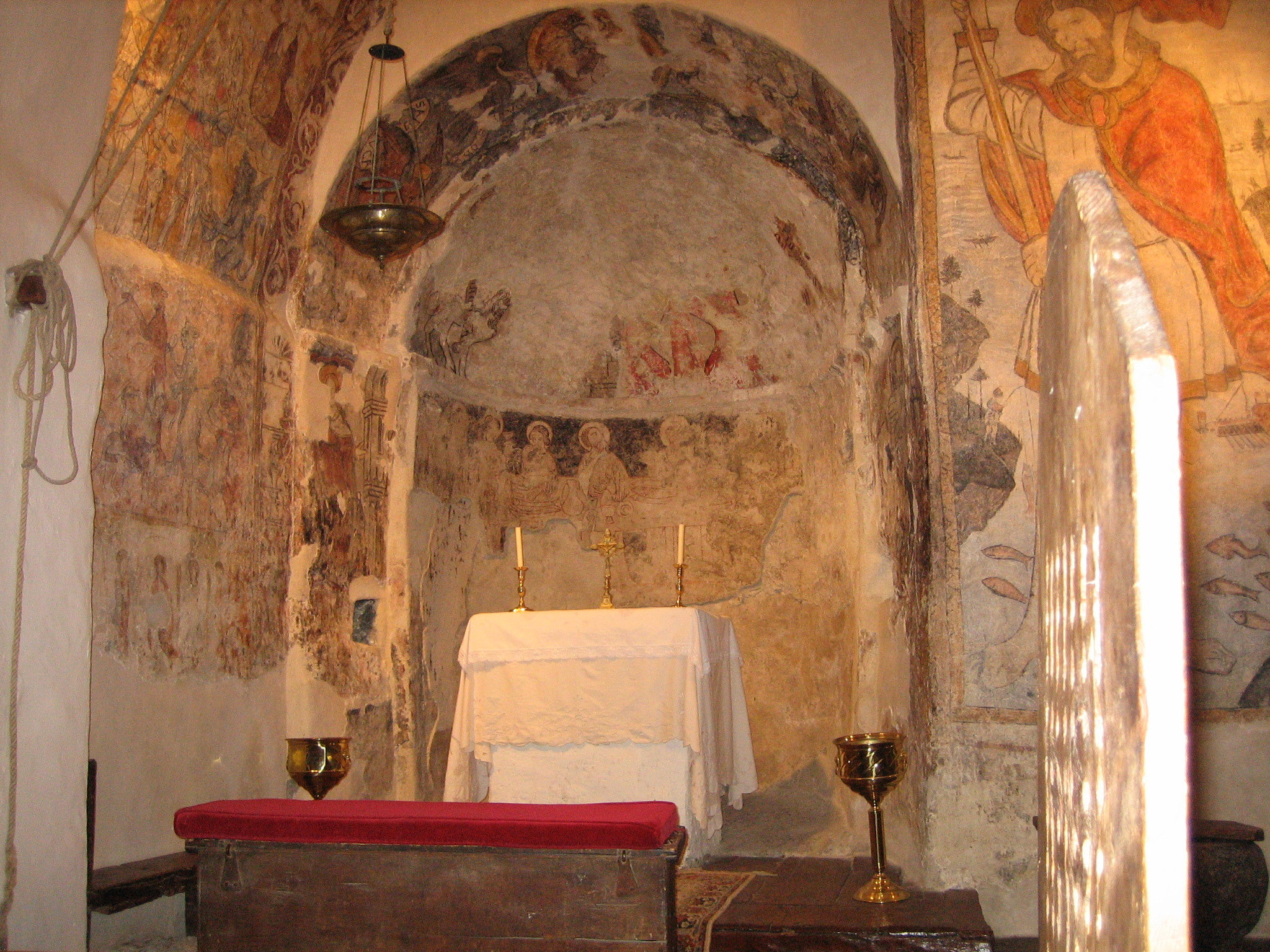
Innenansicht Wandmalerei

Sant Cristòfol d’Anyós (katalanisch für: Heiliger Christophorus von Anyós) ist eine romanische Kirche im Zentrum von Anyós in der andorranischen Gemeinde La Massana. Sie befindet sich am Ende des Dorfplateaus, etwa 1.310 m über dem Meeresspiegel.
Die ursprüngliche Kirche hatte eine Abmessung von 5 × 4 Meter. Im 16. Jahrhundert wurde der Bau erweitert, indem das Kirchenschiff verlängert und erhöht und mit einem neuen Dach versehen wurde; außerdem wurde eine halbkreisförmige Apsis aus regelmäßigen Steinblöcken, die von einem Viertelkugelgewölbe bedeckt ist, eingebaut. Die Apsis und die Nordwand sind aus der Zeit der Romanik erhalten.
An der Westwand wurde, auf dem First aufsitzend, ein neuer kleiner viereckiger Glockenturm mit einem offenen Bogenfenster auf jeder Seite und einem Pyramidendach errichtet. 1936 wurden die romanischen Wandmalereien, die dem Meister von Santa Coloma zugeschrieben und auf das 12. Jahrhundert datiert wurden, restauriert.
Jedes Jahr am 10. Juli wird der Patronatstag des Christophorus mit einer Fahrzeugsegnung in dieser Kirche gefeiert. Das Gebäude wurde in die Liste der Kulturdenkmäler Andorras aufgenommen.